# BMW N54
BMW N54 - to 6-cylindrowy rzędowy silnik benzynowy produkowany przez BMW z układem Twin Turbo i bezpośrednim wtryskiem paliwa (High Precision Injection). Silnik BMW N54 był produkowany w latach 2006-2016 oraz był używany w różnych modelach BMW, takich jak seria 1, seria 3, seria 5 oraz Z4.

## N54 - N54B30A 3 BMW E92 335i (X6 E71 35ix5 E60 535iX,535i 1E87 135iZ4 E8935i)
| Liczba cylindrów           | 6                                       |
| Średnica cylindrów         | 84 mm                                   |
| Skok tłoka                 | 89,6 mm                                 |
| Pojemność                  | 2979 cm3                                |
| Stopień sprężania          | 10,2:1                                  |
| Moc maksymalna             | 225 kW (306 KM) przy 5800-6250 obr./min |
| Obroty maksymalne          | 7000rpm                                 |
| Maksymalny moment obrotowy | 400 Nm przy 1300-5000 obr./min          |

## N54 - N54B30A (7' F01/F02740i 740Li)
| Liczba cylindrów           | 6                                  |
| Średnica cylindrów         | 84 mm                              |
| Skok tłoka                 | 89,6 mm                            |
| Pojemność                  | 2979 cm3                           |
| Stopień sprężania          | 10,2:1                             |
| Moc maksymalna             | 240 kW (325 KM) przy 5800 obr./min |
| Obroty maksymalne          |                                    |
| Maksymalny moment obrotowy | 450 Nm przy 1500-4500 obr./min     |